# Kamak-e Soflá
Kamak-e Soflá (persiska: كَمَكِ سُفلَى, كَمَك, كَمَكِ پائين, کمک سفلی) är en ort i Iran.   Den ligger i provinsen Hamadan, i den nordvästra delen av landet, 300 km väster om huvudstaden Teheran. Kamak-e Soflá ligger 1 909 meter över havet och antalet invånare är 898.
Terrängen runt Kamak-e Soflá är kuperad åt sydväst, men åt nordost är den platt. Runt Kamak-e Soflá är det ganska tätbefolkat, med 80 invånare per kvadratkilometer. Närmaste större samhälle är Asadābād, 18,0 km sydost om Kamak-e Soflá. Trakten runt Kamak-e Soflá består i huvudsak av gräsmarker.